# Brian Lester
Brian Isaac Lester (1 november 1969, Manhattan (New York)) is een Amerikaans acteur. 
Lester werd bekend door zijn rol als ambulancemedewerker Brian Dumar in de televisieserie ER, waar hij 96 afleveringen speelde (1996-2009).

## Filmografie

### Films
- 2003 Pauly Shore Is Dead – als gevangenisbewaker
- 2001 American Pie 2 – als sheriff
- 1999 Silicon Towers – als monteur
- 1999 Pirates of Silicon Valley – als Charles Simonyi

### Televisieseries
- 1996-2009 ER – als ambulancemedewerker Brian Dumar - 96 afl.
- 2002-2005 The Young and the Restless – als ambulancemedewerker – 5 afl.